# Laurence (affluent de la Vézère)
Pour les articles homonymes, voir Laurence.
La Laurence est un ruisseau français du département de la Dordogne, affluent rive droite de la Vézère et sous-affluent de  la Dordogne.
Il ne faut pas la confondre avec son homonyme, un autre ruisseau, affluent de la Dordogne, entièrement situé dans le département de la Gironde.

## Géographie
La Laurence prend sa source en Dordogne, vers 210 mètres d'altitude, sur la commune de Thenon, à l'ouest du lieu-dit la Mouthe.
Elle passe au sud du bourg de Thenon puis traverse le village d'Auriac-du-Périgord. Elle se jette en rive droite de la Vézère, à 71 mètres d'altitude, dans le nord-est de la commune de Montignac-Lascaux, au lieu-dit Saint-Pierre.
Sa longueur est de 14,3 km pour un bassin versant de 46 km2.

### Affluents
Parmi les six affluents de la Laurence répertoriés par le Sandre, le plus long avec 3,7 km est le ruisseau de Gouléjac (ou de Gauléjac) en rive droite.

### Département et communes traversés
À l'intérieur du département de la Dordogne, la Laurence n'arrose que trois communes,, soit d'amont vers l'aval :
- Thenon (source)
- Auriac-du-Périgord
- Montignac-Lascaux (confluent)

## Hydrologie

### Risque inondation
Un plan de prévention du risque inondation (PPRI) a été approuvé en 2000 pour la Vézère à Montignac, ayant un impact sur ses rives  ainsi que sur la partie aval de son affluent la Laurence sur ses 650 derniers mètres,.

## Monuments ou sites remarquables à proximité
Le long de la Laurence, la commune d'Auriac-du-Périgord compte trois édifices inscrits au titre des monuments historiques :
- la chapelle Saint-Rémy[6] ;
- l'église Saint-Étienne des XIIe et XIVe siècles[7] ;
- le château de la Faye[8].

## Galerie de photos

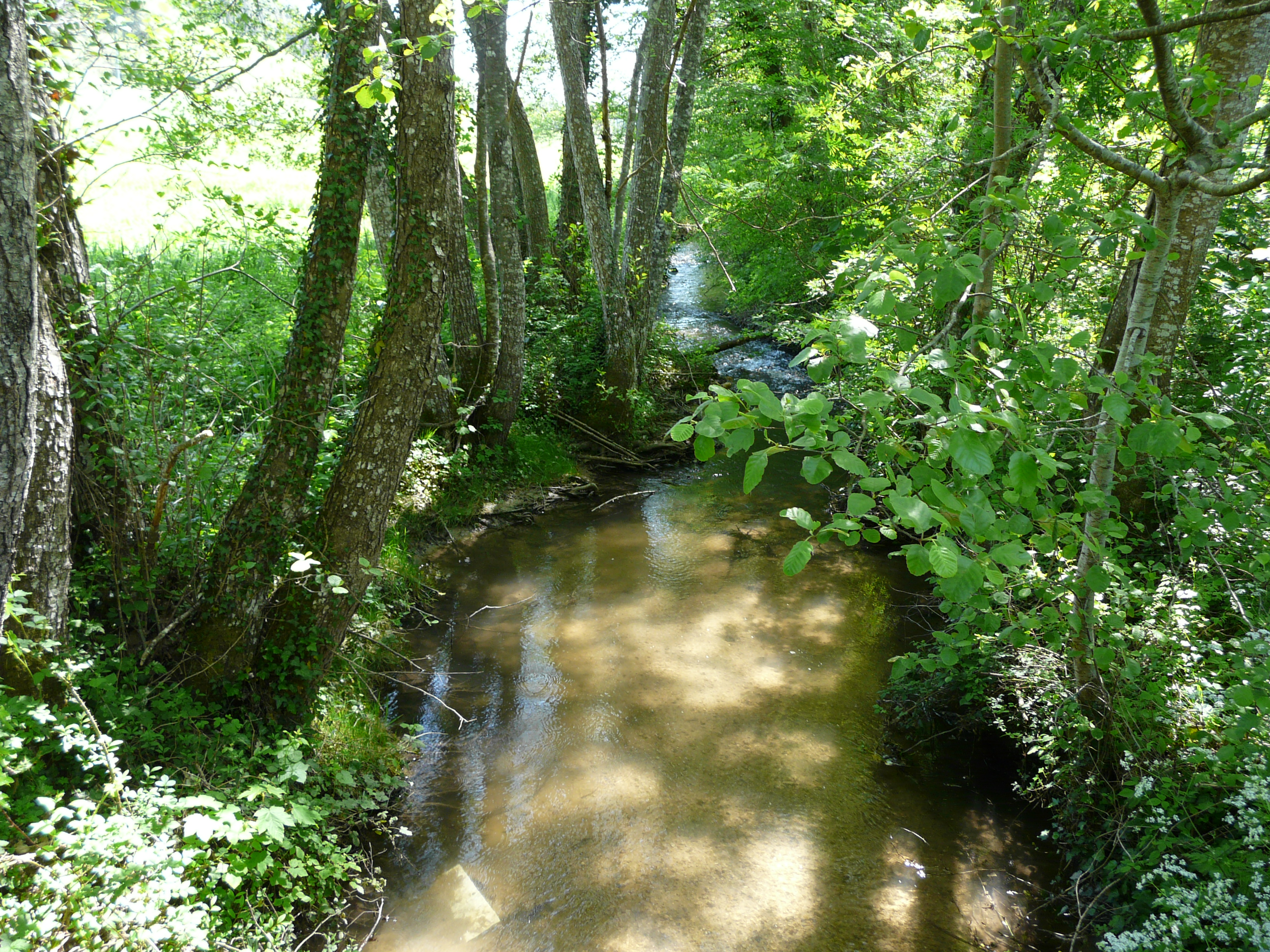
La Laurence à Thenon.
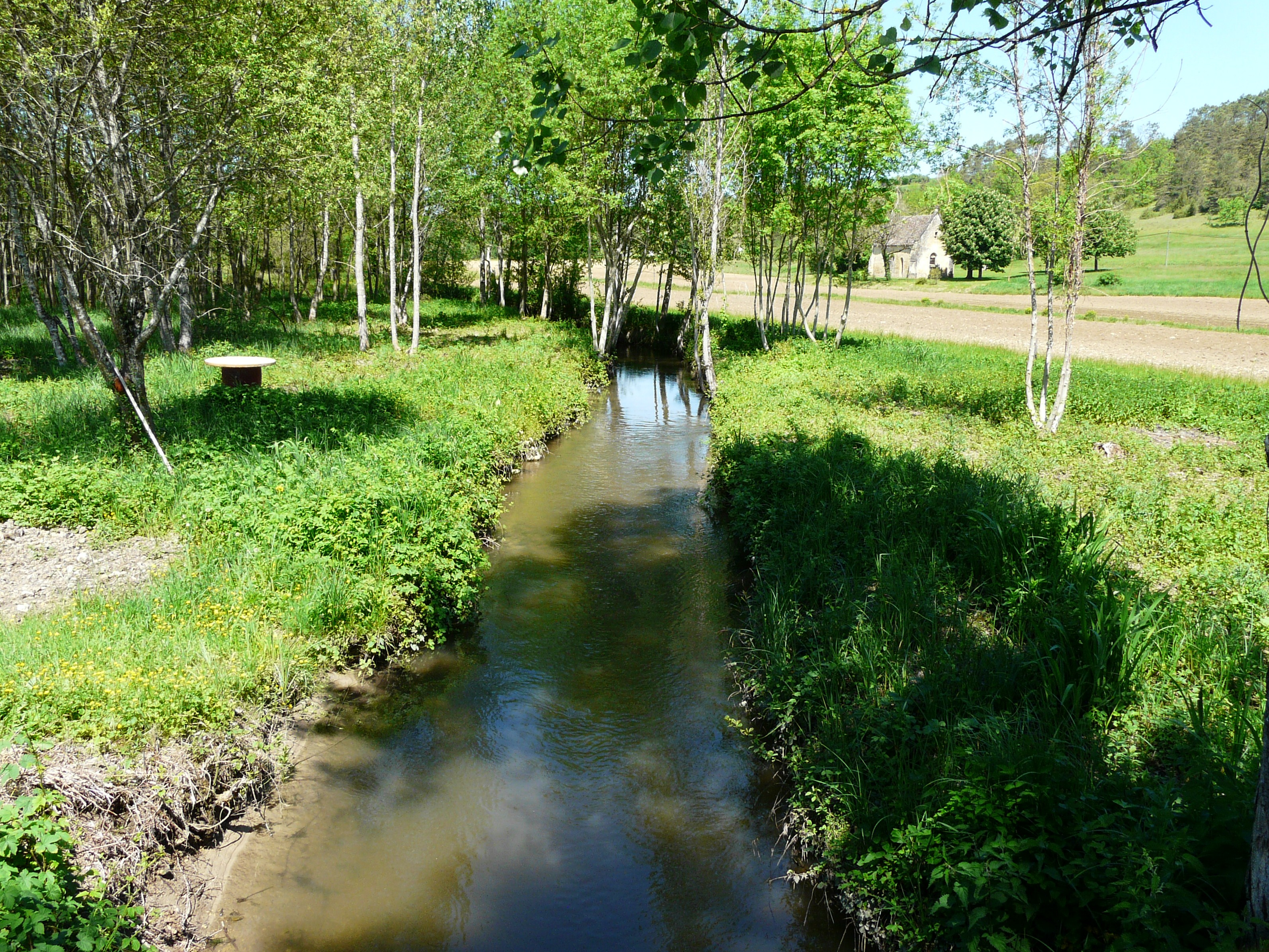
La Laurence à Auriac-du-Périgord.
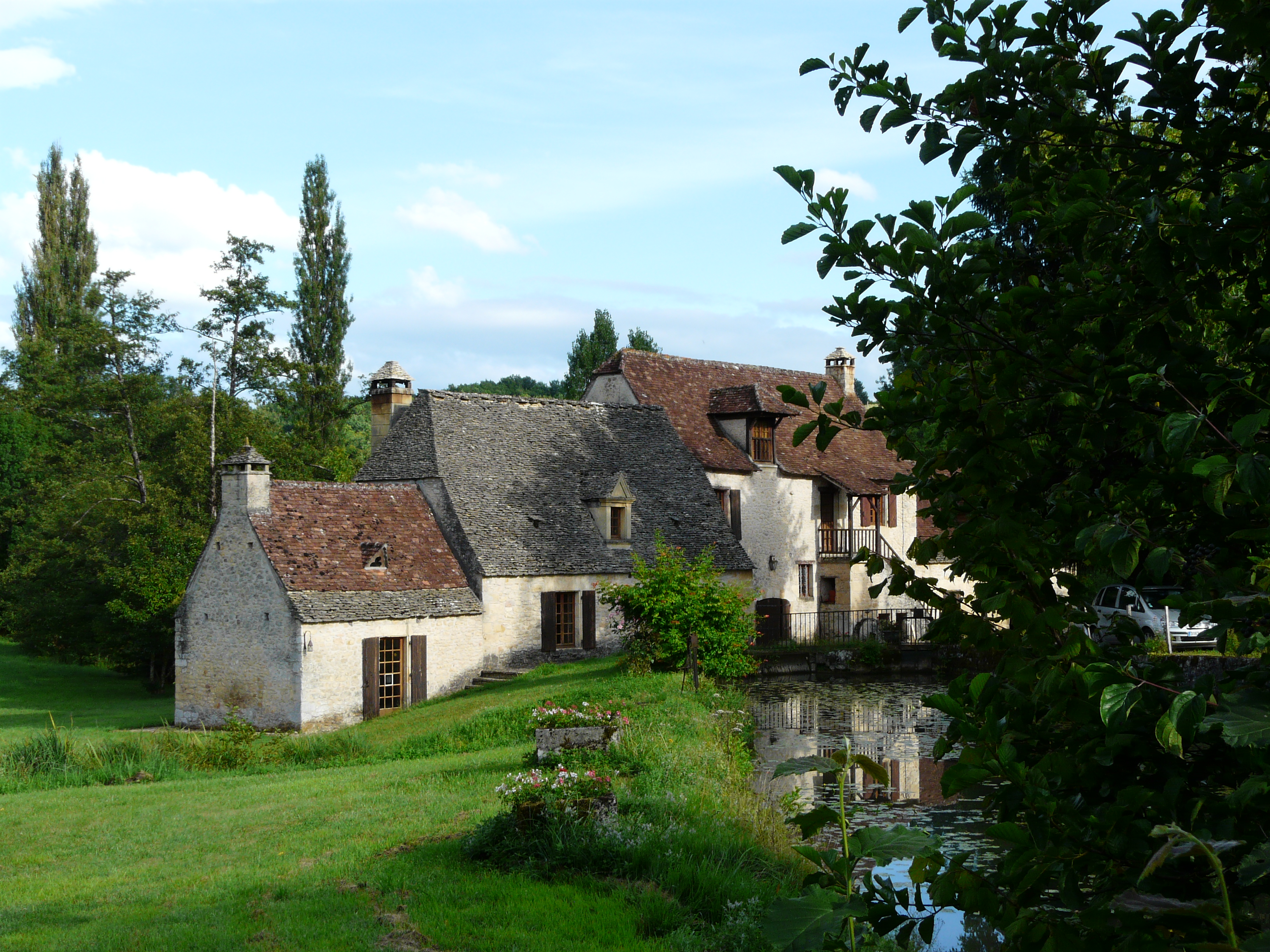
Ancien moulin sur la Laurence à Montignac.